# Primula malvacea
Primula malvacea är en viveväxtart som beskrevs av Adrien René Franchet. Primula malvacea ingår i släktet vivor, och familjen viveväxter. Inga underarter finns listade i Catalogue of Life.